# Dat (software)
Dat (/dæt/) es una herramienta de distribución de datos con una característica de control de la versiones para monitorización y seguimiento de cambios y conjuntos de datos. Es principalmente utilizado para ciencia de datos ('data science'), pero  pueda soler mantener pista de cambios en cualquier conjunto de datos. Como sistema de control de revisión distribuido  está orientado a la  velocidad, simplicidad, seguridad, y soporte para flujos de trabajo distribuidos y no lineales.

Dat es software libre y de código fuente abierto distribuido bajo los términos de la   BSD licencia  (3-cláusula) revisada. Una de las implementaciones principales es Beaker (tradúzcase como cubilete), un navegador de web capaz de manejar transparentemente URLs dat://  y deja construir y siembrando sitios web Dat.  También existen a día de hoy herramientas de siembra permanente para Dat (como Homebase, por ejemplo).